# Bol'shemurashkinsky (huyện)
Huyện Bol'shemurashkinsky (tiếng Nga: ? райо́н) là một huyện hành chính tự quản (raion), của Tỉnh Nizhny Novgorod, Nga. Huyện có diện tích 687 km². Trung tâm của huyện đóng ở Bol'shoye Murashkino.